# Єдлянка-Стара
Єдлянка-Стара (пол. Jedlanka Stara) — село в Польщі, у гміні Ілжа Радомського повіту Мазовецького воєводства.
Населення — 259 осіб (2011).
У 1975-1998 роках село належало до Радомського воєводства.

## Демографія
Демографічна структура станом на 31 березня 2011 року:
|          | Загалом | Допрацездатний вік | Працездатний вік | Постпрацездатний вік |
| -------- | ------- | ------------------ | ---------------- | -------------------- |
| Чоловіки | 135     | 33                 | 86               | 16                   |
| Жінки    | 124     | 23                 | 74               | 27                   |
| Разом    | 259     | 56                 | 160              | 43                   |